# كيم سنغ-وو
كيم سنغ-وو (هانغل: 김상우) هو لاعب كرة قدم كوري جنوبي في مركز الدفاع، ولد في 11 يونيو 1994 في تشانغوون في كوريا الجنوبية. لعب مع نادي جيونجنام ‏.

## وصلات خارجية
- كيم سنغ-وو على موقع دوري كوريا الجنوبية (الإنجليزية)
- كيم سنغ-وو على موقع قاعدة بيانات كرة القدم.إي يو (الإنجليزية)
- كيم سنغ-وو على موقع Soccerway.com (الإنجليزية)